# گوران کاسیک
گوران کاسیک (سیریلیک صربی: Горан Чаушић؛ زادهٔ ۵ مهٔ ۱۹۹۲) بازیکن فوتبال اهل صربستان است که در پست هافبک در تایلند برای بوریرام یونایتد بازی می‌کند.
وی همچنین در تیم‌های ملی فوتبال زیر ۱۹ سال صربستان، یوفا، و زیر ۲۱ سال صربستان بازی کرده‌است.